# 2021-es madridi regionális választás
A 2021-es madridi regionális választást 2021. május 4-én tartották meg. A választáson megválasztották a regionális Madridi Gyűlés 136 képviselőjét. A választás előrehozott volt, ugyanis 2019-ben már tartottak regionális választást, ami a néppárti Isabel Diaz Ayuso nyert meg.

## Háttér
2021. március 10-én Murcia régióban a Szocialisták és a Polgárok párt úgy döntött, hogy közösen bizalmatlansági indítványt nyújtanak be a néppárti vezetésű regionális kormány és Murcia városvezetés ellen. A régióban a 2019-es önkormányzati választáson számos településen a Néppárt szerzett többséget. Ezt követően Isabel Díaz Ayuso azonnal felbontatta a madridi regionális kormánykoalíciót a Polgárokkal és előrehozott választásokat hirdetett 2021. május 4-én. Így akarta megakadályozni, hogy ellene is hasonlót lépjenek, mint Murciában. Ezt korábban már 2020-ban kétszer sikertelenül megkísérelte Ayuso.
Az előrehozott választások bejelentése után Pablo Iglesias, az Unidas Podemos párt elnöke és az ország második miniszterelnök-helyettese úgy döntött, hogy elindul a regionális elnöki székért és lemond miniszterelnök-helyettesi tisztségéről.

## Választási rendszer
A választáson Madridi autonóm közösség regionális törvényhozásának, a Madridi Gyűlés képviselőit választják meg és a regionális elnököt. Ez a törvényhozás egykamarás, jogköreit pedig Madrid autonóm közösség jogállásáról szóló státuszegyezménye tartalmazza, amely a Spanyol Alkotmányon alapszik.
A választáson minden 18. évét betöltött, Madrid autonóm közösség területén hivatalosan bejelentett lakcímmel rendelkező, spanyol állampolgár szavazhat. A külföldön élő madridiak előzetes regisztráció alapján vehetnek részt a választáson. A Gyűlés tagjait D'Hondt-módszer szerint, zártlistás, arányos képviseleti szavazáson választják meg, ahol 5%-os a bejutási küszöb. A Gyűlésben egy képviselőre 50.000 választó polgár jut. A régióban a népességnövekedés miatt 132-ről 136-ra nőtt a kiosztható mandátumok száma.

## Jelöltek
| Párt neve | Párt neve                             | Jelöltek | Jelöltek          | Ideológia                                                           | Forrás            |  |
| --------- | ------------------------------------- | -------- | ----------------- | ------------------------------------------------------------------- | ----------------- |  |
|           | Néppárt (PP)                          |          | Isabel Díaz Ayuso | Konzervativizmus Kereszténydemokrácia                               | [ 3 ]             |  |
|           | Több Madridot (Más Madrid)            |          | Mónica García     | Progresszivizmus Részvételi demokrácia Zöldpolitika                 |                   |  |
|           | Spanyol Szocialista Munkáspárt (PSOE) |          | Ángel Gabilondo   | Szociáldemokrácia                                                   | [ 4 ]             |  |
|           | Polgárok – A Polgárság Pártja (Cs)    |          | Edmundo Bal       | Liberalizmus                                                        |                   |  |
|           | Podemos – Egyesült Baloldal (IU–MpM)  |          | Pablo Iglesias    | Baloldali populizmus Közvetlen demokrácia Demokratikus szocializmus | [ 5 ] [ 6 ] [ 7 ] |  |
|           | Vox (Vox)                             |          | Rocío Monasterio  | Jobboldali populizmus Ultranacionalizmus Nemzeti konzervativizmus   | [ 8 ]             |  |

## Szlogenek
| Párt/Koalíció | Párt/Koalíció | Eredeti szlogen                                              | Magyar fordítás                                                             | Ref.         |
| ------------- | ------------- | ------------------------------------------------------------ | --------------------------------------------------------------------------- | ------------ |
|               | PSOE          | « Hazlo por Madrid » « No es solo Madrid. Es la democracia » | "Tedd meg Madridért" "Ez nem csak Madridról szól. Hanem a demokráciáról is" | [ 9 ] [ 10 ] |
|               | PP            | « Libertad »                                                 | "Szabadság"                                                                 | [ 11 ]       |
|               | Cs            | « Elige centro »                                             | "Válassza a centrumot!"                                                     | [ 12 ]       |
|               | Több Madridot | « Por lo que de verdad importa »                             | "Szavazzon azokért, amik valóban számítanak!"                               | [ 13 ]       |
|               | Vox           | « Protege Madrid »                                           | "Védd meg Madridot!"                                                        | [ 14 ]       |
|               | Podemos–IU    | « Que hable la mayoría »                                     | "Hadd beszéljen a többség!"                                                 | [ 15 ]       |

## Eredmények
|                          |                                                                              |              |              |              |       |       |
| Parties and alliances    | Parties and alliances                                                        | Popular vote | Popular vote | Popular vote | Seats | Seats |
| Parties and alliances    | Parties and alliances                                                        | Votes        | %            | ±pp          | Total | +/−   |
|                          | Néppárt (Spanyolország) (PP)                                                 | 1,631,608    | 44.76        | +22.53       | 65    | +35   |
|                          | Több Madridot (Más Madrid)                                                   | 619,215      | 16.99        | +2.30        | 24    | +4    |
|                          | Spanyol Szocialista Munkáspárt (PSOE)                                        | 612,622      | 16.80        | –10.51       | 24    | –13   |
|                          | Vox (Vox)                                                                    | 333,403      | 9.15         | +0.27        | 13    | +1    |
|                          | Unidas Podemos (Podemos–IU)                                                  | 263,871      | 7.24         | +1.64        | 10    | +3    |
|                          |                                                                              |              |              |              |       |       |
|                          | Polgárok (Cs)                                                                | 130,237      | 3.57         | –15.89       | 0     | –26   |
|                          | Állatkínzásellenes Állatvédelmi Párt (PACMA)                                 | 15,692       | 0.43         | –0.33        | 0     | ±0    |
|                          | Blank Seats (EB)                                                             | 2,765        | 0.08         | New          | 0     | ±0    |
|                          | Egy Helyesebb Világért (PUM+J)                                               | 2,563        | 0.07         | –0.03        | 0     | ±0    |
|                          | Idősek akcióban                                                              | 1,824        | 0.05         | New          | 0     | ±0    |
|                          | Spanyol Munkások Kommunista Pártja (PCTE)                                    | 1,681        | 0.05         | –0.03        | 0     | ±0    |
|                          | Zero Megszorítás– Kasztíliai Party–Közemberek Vidéke: Paktum (PCAS–TC–Pacto) | 1,679        | 0.05         | –0.01        | 0     | ±0    |
|                          | Volt Spanyolország (Volt)                                                    | 1,573        | 0.04         | New          | 0     | ±0    |
|                          | Centrum Egység (UdeC)                                                        | 1,481        | 0.04         | New          | 0     | ±0    |
|                          | Önfoglalkoztatottak pártja (Partido Autónomos)                               | 1,417        | 0.04         | New          | 0     | ±0    |
|                          | Libertariánus Párt (P–LIB)                                                   | 1,170        | 0.03         | –0.01        | 0     | ±0    |
|                          | Falange (FE–JONS)                                                            | 1,139        | 0.03         | –0.04        | 0     | ±0    |
|                          | Spanyol Humanista Párt (PH)                                                  | 1,014        | 0.03         | –0.02        | 0     | ±0    |
|                          | Kommunista Egységkoalíció (PCOE–PCPE)                                        | 878          | 0.02         | New          | 0     | ±0    |
|                          | Törvényes Rend Párt (POLE)                                                   | 458          | 0.01         | New          | 0     | ±0    |
| Üres lapok               | Üres lapok                                                                   | 19,269       | 0.53         | +0.07        |       |       |
|                          |                                                                              |              |              |              |       |       |
| Total                    | Total                                                                        | 3,645,559    |              |              | 136   | +4    |
|                          |                                                                              |              |              |              |       |       |
| Érvényes szavazatok      | Érvényes szavazatok                                                          | 3,645,559    | 99.39        | –0.19        |       |       |
| Érvénytelen szavazatok   | Érvénytelen szavazatok                                                       | 22,247       | 0.61         | +0.19        |       |       |
| Szavazók / Részvétel (%) | Szavazók / Részvétel (%)                                                     | 3,667,806    | 71.74        | +7.47        |       |       |
| Távolmaradók             | Távolmaradók                                                                 | 1,445,007    | 28.26        | –7.47        |       |       |
| Választásra jogosultak   | Választásra jogosultak                                                       | 5,112,813    |              |              |       |       |
|                          |                                                                              |              |              |              |       |       |
| Sources                  |                                                                              |              |              |              |       |       |
| {{{1}}} Sablon:Ubl       |                                                                              |              |              |              |       |       |

## Választás után
A választáson a Néppárt aratott fölényes győzelmet: a szavazatok 44%-át szerezte meg, a regionális parlament mandátumainak pedig 47%-át. 2019-hez képest több mint dupla annyi mandátumra tett szert: 30-ról 65-re nőtt a mandátumainak a száma. A részvétel 71.7%-os volt, ami a régió történetében az addigi legmagasabb részvétel volt. A győzelem annak is tudható be, hogy számos Polgárok szavazó átszavazott a pártra, amely elvesztette összes mandátumát és kiesett a parlamentből. A Szocialista Munkáspárt a régióban először végzett harmadik helyen: a jóval progresszívabb, zöldebb kampányt folytató Több Madriddal szemben alulmaradt. A VOX párt 3-al növelte mandátumát és a választás után esélyei voltak arra, hogy a Néppárttal koalícióra lépjen. A Néppárt a választáson elért győzelme után azonban nem akart koalícióra lépni, inkább kisebbségi kormányzást választották. Ayuso az összes madridi kerületben első helyen végzett. A Madridot körbevevő "vörös övezetben" is többnyire győzedelmeskedett.
Az eredmények kihirdetése után Ayuso kijelentette, hogy a madridiak támogatását tudhatja maga mögött hogy programját végrehajtja. Rocío Monasterio a VOX madridi elnök-jelöltje biztosította támogatásáról Ayusót, hogy a beiktatás napján a néppárti kormány mellett fognak szavazni, hogy "megállítsák a baloldalt". A Podemos jelöltje Pablo Iglesias bejelentette, hogy visszavonul a politikától, miután állítása szerint bűnbakká vált a baloldalon, mivel "mozgósította azok legrosszabbjait akik gyűlölik a demokráciát". A Több Madrid jelöltje Mónica García lett az ellenzék vezetője a regionális parlamentben, mivel a szocialisták harmadik helyen végeztek Ángel Gabilondóval, így ők kiestek ebből a tisztségből.
Számos elemzés szerint a Néppárt megerősödése a Pedro Sánchez vezette szocialista kormány COVID-19 pandémia járványkezelésének kritizálásának és a szigorú intézkedések való ellenállásnak köszönhető.